# پوران بازرگان
پوراندخت بازرگان (۱۳۱۶ در مشهد – ۱۳۸۶ در پاریس) معلم، فعالی سیاسی انقلابی و مترجم ایرانی بود. او همسرِ محمد حنیف‌نژاد و اولین عضو زن سازمان مجاهدین خلق ایران بود.

## زندگی
پوراندخت بازرگان در خانواده ای متوسط در مشهد به دنیا آمد و به عنوان یک مسلمان معتقد تربیت شد. در بزرگ‌سالی مدیر مدرسه رفاه دختران در تهران شد. به عنوان اولین زن به سازمان مجاهدین خلق ایران پیوست و با محمد حنیف‌نژاد از بنیانگذاران این سازمان ازدواج کرد. او از شنوندگان سخنرانی‌های علی شریعتی در حسینیه ارشاد بود و شخصاً با وی در تماس بود. به گفتهٔ علی رهنما، شریعتی که می‌دانست پوران با مجاهدین خلق ارتباط دارد، سیمین جریری را به او معرفی کرد.
پوران پس از سرکوب شدن مجاهدین خلق و اعدام همسرش محمد حنیف‌نژاد، ایران را ترک کرد و در تعدادی از کشورها از جمله سوریه، لبنان و ترکیه اقامت گزید تا به عنوان رابط این گروه عمل کند. او در سال ۱۹۷۴ با تراب حق‌شناس یکی از اعضای مجاهدین خلق ازدواج کرد. او در جریان انشعاب مارکسیستی در سازمان مجاهدین خلق ایران در سال ۱۹۷۵ به جناح مجاهدین مارکسیست پیوست. با این وجود در میان اعضای خانواده او در مجاهدین خلق، تنها خواهرش به مارکسیسم گروید، برادرش منصور بازرگان و خواهر شوهرش فاطمه امینی در جناح مسلمان باقی ماندند.
پوران بازرگان پس از انقلابِ ۱۳۵۷ عضوِ سازمان پیکار در راه آزادی طبقه کارگر بود که از تغییر نام جناح مارکسیستی منشعب از مجاهدین به وجود آمد، و فعالیت سیاسی خود را در تبعید ادامه داد. او علیرغم موقعیت خود به عنوان بیوهٔ یکی از بنیانگذاران شهید مجاهدین خلق و همچنین اولین زن در این گروه، به یکی از منتقدان مجاهدین خلق تبدیل شد. در سال ۱۹۸۵، بازرگان آشکارا با ازدواج مسعود رجوی رهبر مجاهدین خلق و مریم قاجار عضدانلو مخالفت کرد و آن را «توهین» به رهبران اولیهٔ مجاهدین خلق توصیف کرد. او رویدادهای بعدی این گروه را به عنوان بخشی از «انقلاب ایدئولوژیک» محکوم کرد و اظهار داشت که «طلاق، ترک فرزندان و ازدواج با همسر یکی از دوستان نزدیک در جنبش‌های سیاسی بی‌سابقه بوده است».

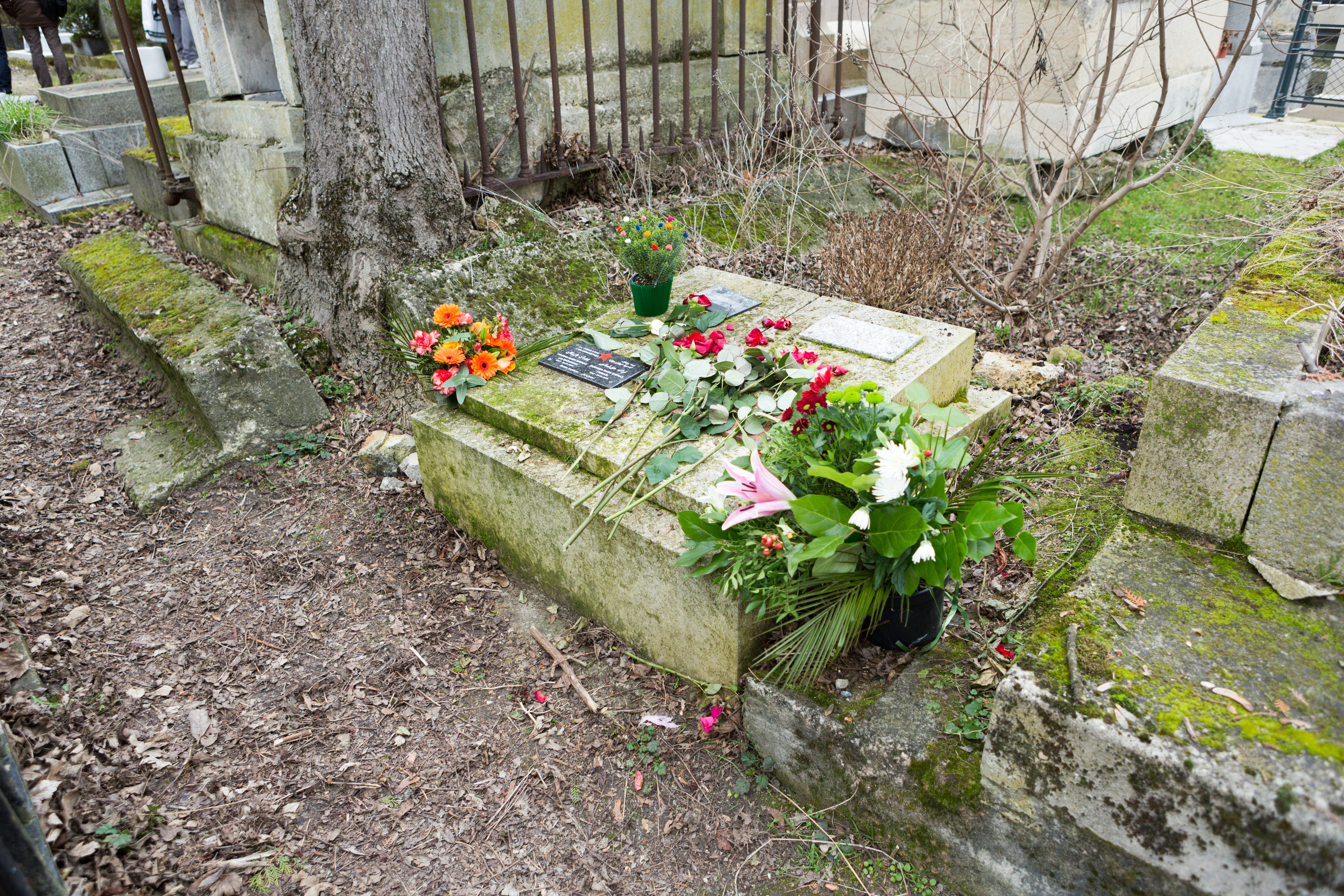
قبر او و شوهرش تراب حق‌شناس در قبرستان پرلاشه

او در تبعید به همراه همسرش، تراب حق‌شناس، آثار بسیاری را از زبان‌های فرانسوی، انگلیسی و عربی ترجمه کرد و وب‌سایتی به نام پیکار اندیشه راه‌اندخت. این زوج از دیدگاه انترناسیونالیستی‌تری حمایت می‌کردند و از مبارزهٔ مسلحانه انتقاد می‌کردند، زیرا معتقد بودند جنبش‌های چریکی از جنبش کارگری جدا شده‌اند. پوران بازرگان در سال ۱۳۸۶ در پاریس درگذشت.